# Opponenterna

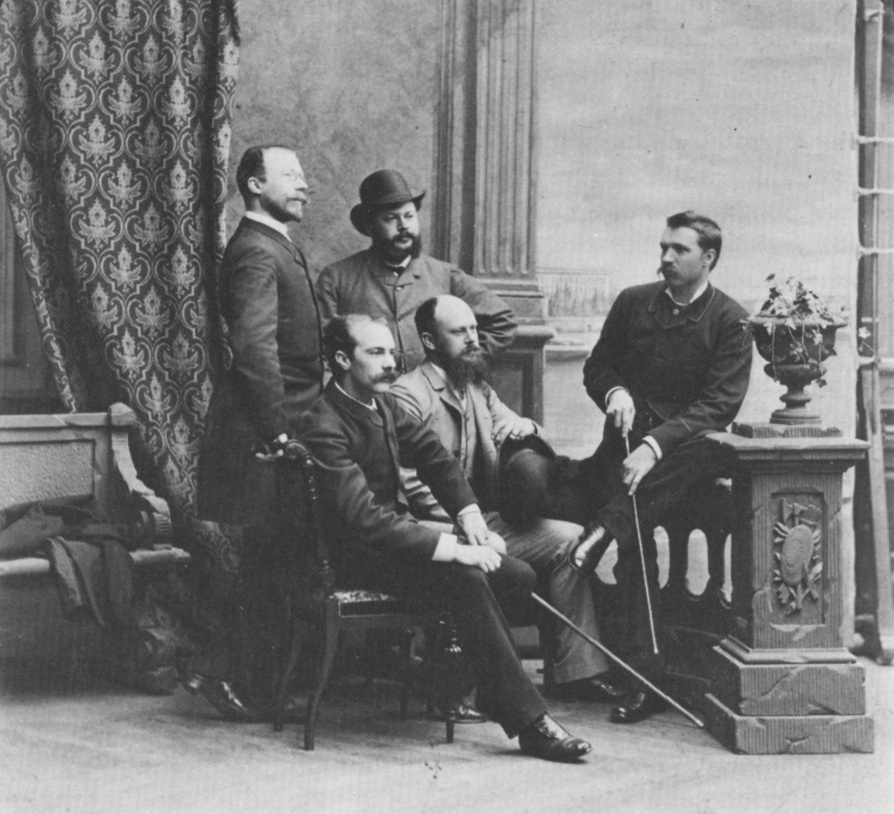
Einige Mitglieder der Opponenterna: von links nach rechts stehend Carl Larsson, Ernst Josephson, sitzend Richard Bergh, August Hagborg, Per Hasselberg

Die Opponenterna war eine Gruppe von 85 schwedischen Künstlern, die sich unter der Führung von Ernst Josephson organisierte. Am 27. März 1885 stellten die Mitglieder bei der Kungliga Konsthögskolan Stockholm einen schriftlichen Antrag auf Modernisierung und Reform der Kunstvermittlung, des Ausstellungswesens und der Künstlerförderung. Die Anträge wurden jedoch abgelehnt, was im Folgejahr zur Gründung des Konstnärsförbundet führte.

## Mitglieder der Opponenterna
Die Vereinigung bestand überwiegend aus jüngeren Künstlern, die in Paris gelebt hatten und von der französischen Malerei beeinflusst waren. Die Werke dieser Künstler fanden beim schwedischen Publikum großes Interesse. Zu den Mitglieder der Gruppe gehörten August Hagborg, Per Hasselberg, Gusten Lindberg, Ernst Josephson, Carl Larsson, Eugène Jansson, Richard Bergh, Mauritz Lindström und Georg Pauli. Die meisten dieser Künstler verbrachte den Sommer auf der Insel Dalarö.

## Ausstellungen
Die erste Ausstellung der Opponenterna eröffnete am 15. September 1885 in der Galerie Blanchs konstsalong in Stockholm. Zu sehen waren 155 Werke von 59 verschiedenen Künstlern.